# 1704 w literaturze
Wydarzenia literackie w 1704 roku.
- Daniel Defoe - wydaje the Review i the Storm
- Leibniz pisze: Noveaux essais sur l'entendent humain (wydane dopierow 1740).
- Isaac Newton Optics
- Jurieu; Histoire critque du dogme et deu culte